# Kruja
Kruja (Kruj; alb. Kruja, Krujë), grad u središnjoj Albaniji, glavni grad Krujskoga distrikta. Starim je glavnim gradom Albanije.
Kruja je bila uporištem otpora Osmanskom Carstvu u 15. stoljeću. Osmanlije (Turkuši) su ga u nekoliko navrata pokušali osvojiti, ali nisu uspjeli. Skenderbeg ga je herojski branio. Čak dva puta turski je sultan predvodio vojsku. Cijela Europa divila se otporu naroda Albanije. U tom vremenu pod Tursku vlast pala je Bosna, srpska despotovina i Carigrad, a Albanija je odolijevala. Skenderbeg je umro 1468. godine. Albanija je deset godina kasnije pala pod tursku vlast. Posljednji je pao Drač, 1501. godine.

## Poveznice
- Topija, plemenita obitelj